# هيلا غزال
هَيْلاَ زِيَاد غَزَال يوتيوبر سوريةٌ ومُدَوِنَةٌ على شبكة الإنترنت، وشخصية مؤثرة على مواقع التواصل الاجتماعي، وناشطة اجتماعية في مجال تمكين المرأة والمساواة بين الجنسين، وهي إحدى «سَفيرات برنامج التغيير» (1) التابع للأمم المتحدة للتنمية المستدامة سنة 2016، من (مواليد 24 يوليو 1995 دبي، الإمارات العربية المتحدة)، عُرِفَتْ في الوطن العربي وشمال أفريقيا باسم الشهرة (هَيْلاَ تِيْ فِيْ) وتُكْتَبُ رسميًا (Hayla TV)، تخرجت من الجامعة الأمريكية في دبي وحصلتْ على درجة البكالوريوس في التجارة والتسويق. أطلقت قناتها العربية "Hayla TV" على يوتيوب في 25 يونيو 2013 والإنجليزية "its Hayla" في 13 أبريل 2017 وحققت فيهما انتشار على مستوى الشرق الأوسط وشمال أفريقيا، وكانت قبلها قد شاركت في بعض الأفلام القصيرة والإعلانات التجارية، وهي تمتلك دار الأزياء «هًيْلاَ كُوتُورْ» (2) لتصميم فساتين الزفاف. وقد ظهرت على عدد من المجلات والصحف.
أُختيرت في 2 مارس 2016 سفيرة لبرنامج التغيير ضمن حملة يوتيوب والأمم المتحدة للمساواة بين الجنسين، وهي أول إمرأة عربية في الشرق الأوسط في مجال صناعة المحتوى يجري اختيارها لهذا المنصب. ولها أكثر من حضور دولي في مهرجانات ومؤتمرات عالمية أبرزها، «مؤتمر منشئ المحتوى» في 18 يونيو 2016 بحضور البابا فرنسيس في مدينة الفاتيكان، و«مهرجان يوتيوب فان فيست» في 10 مارس 2017 في مدينة جدة.
حَصَلَتْ على العديد من الجوائز والتقديرات، ومنها «جائزة المرأة العربية» عن فئة الإعلام الجديد في 10 ديسمبر 2016، و«جائزة امرأة العام» عن فئة المواهب الشابة في 12 أكتوبر 2016، وكُرِمَت أيْضًا في 8 مارس 2017 في حفل «جوائز المرأة الأكثر إلهامًا في الإمارات»، وفي عَامَيْ 2016 و2017 تم اختيارُها من قبل أريبيان بزنس ضمن قائمة أكثر مائة شخصية تأثيرًا ما دون سن الأربعين في العالم العربي، واخْتَارَتْهَا فوربس الشرق الأوسط ضمن أكثرِ عشرةِ نساءٍ عربيات تأثيرًا على الإنترنت سنة 2017، وشاركت لأول مرة في "فيديو يوتيوب ريوايند" العالمي في 7 ديسمبر 2016 وكانت العربية الوحيدة المشاركة فيه، وأُخْتِيرت في يناير 2017 كأحد أعضاء لجنة التحكيم في «برنامج فرصتي» لاكتشاف المواهب العربية.

## الحياة الشخصية
ولدت هيلا زياد غزال في 24 يوليو 1995 في الإمارات العربية المتحدة في مدينة دبي، وتعود أصولها لمدينة حلب السورية وقد أعلنت هيلا في 27 أبريل 2021 خبر زواجها، الذي تم في 11 ديسمبر 2020 عبر يوتيوب بعد فترة إعتزالها التي كانت منذ 6 أغسطس 2017 واستمرت حتى 4 سنين.
أنهت مرحلة التعليم الأساسي والثانوي والأكاديمي في مدينة دبي وتخصصت في الجامعة في قسم التجارة والتسويق، وأنهت في ديسمبر 2015 دراستها الأكاديمية في الجامعة الأمريكية في دبي وحصلت على درجة البكالوريوس في التجارة والتسويق، كما حَصَلَتْ على شهادة في «نظام آي نيوز الإخباري» في مجال الصحافة وقراءة الأخبار وإعداد البرامج وكانت تحت إشراف الإعلامي الأردني جلال الخوالدة. وقد دفعها شغفُها في الأزياء والموضة لإطلاق علامتها التجارية «هًيْلاَ كُوتُورْ» لفساتين الزفاف والحفلات في مدينة دبي في جميرا (4)(5) وكانت قد أصدرت أول تصاميمها منذ 2013، وإِفْتَتَحَتْ مشروعها رسميًا في 3 نوفمبر 2014. وقد أغلقت جميع فروعها لاحقًا في سنة 2019

## مشوارها المهني
بدأت مِشوارَها المهني في عمر الخامسة عشر سنة، وكانت تعاني في هذه الفترة من الخجل، وللتخلص منها بدأت في مجال العمل بدوام جزئي في عدد من المجالات منها، الإعلانات التلفزيونية وتقديم الفعاليات الحية وكتابة مقالات (6) تختص بالأزياء والموضة مع مجموعة من المجلات الصادرة باللغة الإنجليزية، عملت بعدها لمدة ثلاث شهور مع شركة إخراج وتصوير قدّمَتْ معهم مجموعة من الفيديوهات التي تتعلق بمدينة دبي، وقدّمَتْ مع منصة الموضة والجمال "Yasmina" مجموعة من الفيديوهات التوعوية للبنات منذ 30 يونيو 2014، وقدّمَتْ مجموعة من الإعلانات التجارية. وقدّمَتْ بعض الأعمال التمثيلية وكانت أولها مسرحية «الزوجة الملولة» في أبريل 2013، وشاركت في عروض التمثيل مع صفوف الإخراج المشهدي في كلية محمد بن راشد للإعلام، ومنهم «فيديو كليب أغنية مجنون» للفنانة بلقيس في 27 أكتوبر 2014، وفيلمين قصيرين سنة 2014 الأول «فيلم هذيان» وتلعب فيه دور «هلا رمزي» معلمة لغة إسبانية تعاني من مرض الهذيان، والثاني «فيلم مانيكان» وتلعب فيه دور «رند صاحبة دار أزياء مسكونة».
بدأت في تقديم مُحتواها على يوتيوب بشكل فعلي في 17 يوليو 2013 وتَضَمَنَ مُحتواها ذا التوجهِ الخاصِ بالمراهِقَات نصائح عن تنسيق الأزياء والموضة ومستحضرات التجميل، والأغذية والطبخ والتمثيل والتدوين المرئي، والتحديات، والمقالب بشكل ترفيهي وهادف. لم تُحقق في البداية المَلحُوظية الكبيرة بسبب محتواها المقدم باللغة الإنجليزية والذي حد من إنتشارها عربيًا، وفي 3 يونيو 2014 قررت إصدار مُحتواها باللغة العربية، في سنة 2014 حققت الشهرة والمًلحُوظية وكانت بداية شُهرتها على مستوى الوطن العربي وشمال أفريقيا، ووصلت عدد المشاهدات الكلية للقناة في 20 مارس 2014 إلى أكثر من 100 مليون مُشَاهدة وأكثر من 700 ألف مُشتَرِكْ خلال سنتين، مع حرصها على تطوير جودة الصوت والصورة وتركيزها على المونتاج بالإضافة إلى الصورة المصغرة والأفكار الجديدة، فقد أصدرت في رمضان 2016 أول مسلسل كُوميدي لها بعنوان «مذكرات مراهقة» والمكون من 8 حلقات، وفي رمضان 2017 سلسلة «هيلا وعصام» والمكون من 16 حلقة، وسلسلة اسكتشات تمثيلية منفردة بعنوان «هيلا والعائلة» ولاقى هذا النوع تفاعلًا كبيرًا من الجمهور وحقق لها شهرة كبيرة.
ظهرت على العديد من وسائل الإعلام في مقابلات تلفزيونية وحِوَارِيَةٍ (7)(8)(9)(10) وفي بعض الصحف والمجلات، وقد إختارتها يونيليفر بالتعاون مع يوتيوب في 25 يناير 2017 ضمن مشروع الأمم المتحدة الخاصة بالتنمية المستدامة للمشاركة في «برنامج فرصتي» لاكتشاف المواهب العربية على اليوتيوب في مجال التدوين المرئي، وشاركها في لجنة التحكيم هيفاء بسيسو من فلسطين، والعنود بدر من السعودية، ومريم كريم من المغرب.

## الحضور الدولي

### سفيرة برنامج التغيير
اختارتها منظمة الأمم المتحدة للتنمية المستدامة والمساواة بين الجنسين، ضمن حملة تعاونية مشتركة مع يوتيوب في «برنامج سفيرات التغيير» (11) في 3 مارس 2016 تزامنًا مع اليوم العالمي للمرأة، حيث تم إختيارها مع 7 من ناشطات الإنترنت من 6 دول مختلفة لتبني حملة المساواة بين الجنسين وتمكين المرأة حول العالم، وتشكل هذه الحملة إحدى الأهداف الإنمائية للألفية التابعة للأمم المتحدة والتي تستمر لمدة سنة كاملة، وجاءت آلية البرنامج وأهدافه في دعم قضايا النساء في مجتمعهم المحلي وذلك من خلال إنشاء مقاطع فيديو تنمي الوعي في مكافحة التمييز ضد النساء، والتركيز على قضية المساواة بين الجنسين وتحفيز الجهود الرامية في تمكين المرأة حول العالم وتحقيق تكافؤ الفرص بين النساء والرجال. وقد شارك في الحملة لجانب هيلا كلًا من "إنغريد نيلسن وجاكي إينا من الولايات المتحدة، وYuya_(YouTuber) يويا من المكسيك، وتاتي فيريرا من البرازيل، وLouise_Pentland لويز بنتلاند من المملكة المتحدة، وتشيكا يوشيدا من اليابان"

### التقائها البابا فرنسيس
اِسْتَضافتْها المدرسة الاجتماعية العالمية (باللاتينية:Scholas Occurrentes) في 18 يونيو 2016 ضمن «الملتقى الأول لمنشئ المحتوى في حوار البابا فرنسيس» الذي أقيم في دولة الفاتيكان بحضور 10 شخصيات من مشاهير اليوتيوب حول العالم وتعتبر هيلا العربية الوحيدة المشاركة في الملتقى والممثلة الرسمية لدولة الإمارات، وتمحور الحديث عن الصعوبات التي يواجها الشباب في سن المراهقة وعن تنمية احترام الأديان والشعوب عند الناس، وشهد المؤتمر حضور شخصيات عالمية كان أبرزهم الممثل الأمريكي جورج كلوني وزوجته أمل علم الدين والممثلة سلمى حايك وخُتِم الحفل بالتقاط الصور مع البابا فرنسيس.

### المؤتمرات والمهرجانات
| المهرجان / المؤتمر                                                                                    | البلد                    | المناسبة | المراجع                     |
| --- | ------------------------ | --- | --------------------------- |
| المنتدى الاقتصادي العالمي الثامن عشر للمرأة في القيادة 18th Global Women in Leadership Economic Forum | الإمارات العربية المتحدة | أقيم المنتدى في 24 أكتوبر 2016 في دبي ضمن برنامج حواري بعنوان: وسائل التواصل الاجتماعي: عندما يصنع جيل الألفية نماذجهم الخاصة، في إطار مناصرة التنوع بين الجنسين. حضر في اليوم الأول أكثر من 500 شخصية من قادة الأعمال العالميين ورائدات الأعمال لتحليل التحدي المتمثل في التنوع وتبادل الخبرات ووضع استراتيجيات قابلة للتنفيذ للسعي من أجل التمكين الاقتصادي للمرأة. | [ 63 ] [ 64 ]               |
| مهرجان يوتيوب دبي Dubai Youtube Festival                                                              | الإمارات العربية المتحدة | أقيم مهرجان "YTDXBFEST#" في 20 نوفمبر 2015 ضمن التجمع الأول لمشاهير اليوتيوب العرب في الوطن العربي والذي أقيم في حديقة زعبيل في دبي. | [ 65 ] [ 66 ]               |
| مهرجان الإعلام بالشرق الأوسط وشمال إفريقيا Festival of Media MENA                                     | الإمارات العربية المتحدة | أقيم مهرجان الإعلام في 20 أبريل 2016 في نسخته الثانية للحديث عن الإعلام وما أحدثه من نقلة نوعية على كافة الأصعدة بمشاركة الإعلامي واليوتيوبر عمر حسين وهيفاء بسيسو وBeckii_Cruel بيكي كرويل. | [ 67 ]                      |
| مؤتمر مناظرات أوروبا Europe Debating Conference                                                       | بلجيكا                   | أقيم المؤتمر في 3 مايو 2016 من قبل منصة المناقشة الإلكترونية "Debating Europe" ضمن ندوة حوارية ومناقشة "هل تواجه صناعة التكنولوجيا مشكلة مع النساء؟" وتحدثت هيلا عن الخبرة التي اكتسبتها من يوتيوب، وتحدثت عن حبها للقراءة وعن تحفيز متابعيها على القراءة وذكرت ردود الفعل من الآباء الذين يشكروها على تشجيع بناتهم على القراءة.                                      | [ 68 ]                      |
| مهرجان كان ليونز الدولي للإبداع Cannes Lions International Festival of Creativity                     | فرنسا                    | أقيم المؤتمر في 21 يونيو 2016 ضمن مؤتمر "إيصال أصوات المجتمعات إلى العالم" وأقيم في مقر مهرجان كان بحضور خمسمائة شخص وتحدثت فيه عن بدايتها في اليوتيوب وكيفية تحقيق الأهداف من خلال أفكار صغيرة. | [ 69 ] [ 70 ] [ 71 ] [ 72 ] |
| مؤتمر Fearless Cannes                                                                                 | فرنسا                    | أقيم مؤتمر "FearlessCannes#" في 21 يونيو 2016 من قبل مؤسسة قيراط جلوبال "Carat Global" في فندق باريير لو ماجستيك كان في مدينة فرنسا ضمن ندوة بعنوان "إعادة تعريف الإعلام" "RedefiningMedia#" للحديث عن استخدام الكوميديا في اليوتيوب للتشجيع على التغيير والتطوير في الأوساط الإعلامية الحديثة، وشهد المؤتمر حضور الممثلة جوينيث بالترو.                              | [ 73 ] [ 74 ]               |
| مؤتمر مساحة يوتيوب الإبداعية YouTube Space Conference                                                 | الإمارات العربية المتحدة | أقيم المؤتمر في 17 سبتمبر 2016 على إثر إطلاق أول منشأة يوتيوب سبيس في الوطن العربي في مدينة دبي للاستوديوهات وتحدثت عن مجال عملها في يوتيوب بمشاركة اليوتيوبر محمد مشيع الغامدي. | [ 75 ] [ 76 ]               |
| مؤتمر Women@Google                                                                                    | الإمارات العربية المتحدة | أقيم المؤتمر في 25 فبراير 2016 للحديث عن تعزيز مشاركة المرأة في مجال التكنولوجيا وفي بيئة العمل في الشرق الأوسط وشمال أفريقيا. | [ 77 ]                      |
| مهرجان دبي لينكس Dubai Lynx Festival                                                                  | الإمارات العربية المتحدة | أقيم مهرجان دبي لينكس في 6 مارس 2017 المتخصص في مجال الدعاية الإعلان وشاركت فيه ضمن فئة نجوم اليوتيوب والتلفزيون. |                             |
| مهرجان يوتيوب فان فيست Youtube FanFest                                                                | السعودية                 | أقيم المهرجان في 10 مارس 2017 ضمن فعاليات الملتقى الأول لمنشئ المحتوى العرب في الشرق الأوسط في جدة في مدينة الملك عبد الله الرياضية وتضمَّن عروض ترفيهية للمشاركين. | [ 79 ]                      |
| مؤتمر يوتيوب نبض لشبونة Conference YouTube Pulse Lisbon                                               | البرتغال                 | أقيم المؤتمر في 30 يونيو 2017 بمدينة لشبونة في مركز الفنون "LxFactory" حيث تم استضافتها للحديث عن مشوار عملها في مجال يوتيوب وألقت كلمة بهذا الشأن. | [ 80 ]                      |

## شخصية العام
تم اختيارها لشخصية العام الأكثر تأثيرًا عدة مرات وتواجدت أيْضًا في قائمة أريبيان بزنس لأقوى مائة شخصية نفوذًا وتأثيرًا في العالم العربي.
- شخصية العام الأكثر تأثيرًا (تحت سن الـ40): أصدرتها مجلة أريبيان بزنس في 28 مارس 2016 ضمن قائمة أقوى الشخصيات العربية وأكثرها تأثيرًا تحت سن الأربعين عام وحلت في المرتبة 63 من المئة.

- شخصية العام - أقوى مائة شخصية: حلت ضمن قائمة أقوى مائة شخصية الأكثر تأثيرًا في دبي في 2 يونيو 2017 بالمرتبة 30 من المئة، بعد محمد العبار صاحب شركة إعمار وتيم كلارك الرئيس والمدير التنفيذي لطيران الإمارات.

- السيدات المؤثرات في مواقع التواصل الاجتماعي: إِخْتَارَتْها «مجلة فوربس الشرق الأوسط» في 20 يوليو 2017 لقائمة أكثر عشرة سيدات عربيات تأثيرًا على مواقع التواصل الإجتماعي، وحلت في المركز الثالث بعدد سبعة ملايين متابع، وضمت القائمة كُلًا من تيم الفلاسي، ودارين البايض، ونجود الشمري، من فئة منشئ المحتوى واعتمدت اللجنة في إصدار القائمة على حساب عدد المشتركين في يوتيوب وإنستغرام وفيس بوك وتويتر.

## الجوائز
| الجائزة أو التكريم        | الجائزة أو التكريم       | الفئة          | التاريخ        | المنظمة                         | البلد                    | النتيجة | ملاحظات | المراجع                            |
| بالعربية                  | بالإنجليزية              | الفئة          | التاريخ        | المنظمة                         | البلد                    | النتيجة | ملاحظات | المراجع                            |
| ------------------------- | ------------------------ | -------------- | -------------- | ------------------------------- | ------------------------ | ------- | --- | ---------------------------------- |
| جائزة المرأة العربية (12) | Arab Woman Awards UAE    | الإعلام الجديد | 10 ديسمبر 2016 | Harper's Bazaar Arabia Magazine | إمارة الشارقة            | فوز     | تمنح الجائزة للمرأة العربية الملهمة من قبل مجلة هاربرز بازار العربية، أقيم الحفل في فندق شيراتون الشارقة بحضور وزير الثقافة نهيان بن مبارك آل نهيان. نالتها عن فئة الإعلام الجديد في دورتة الثامنة. | [ 92 ] [ 93 ]                      |
| جائزة امرأة العام         | Woman Of The Year Awards | المواهب الشابة | 12 أكتوبر 2016 | Emirati Women's Magazine        | الإمارات العربية المتحدة | فوز     | تمنح جائزة امرأة العام من قبل مجلة المرأة الإماراتية وهي ضمن جوائز الإمارات للمرأة، نالتها عن فئة المواهب الشابة.                                                                                   | [ 94 ] [ 95 ] [ 96 ] [ 97 ] [ 98 ] |

## معلومات
1. ↑  يُأْخَذْ في عين الاعتبار أن المعلومات الواردة هي نسبة تقديرية كما ذكر موقع Social_Blade Social Blade في آخر بحث صدر في أغسطس 2021 ولا يشترط أن تكون بنفس المعدل المذكور أعلاه والمعلومات الواردة متغيرة بشكل متكرر. "نسخة مؤرشفة". مؤرشف من الأصل في 2021-08-19. اطلع عليه بتاريخ 2021-08-31.{{استشهاد ويب}}:  صيانة الاستشهاد: BOT: original URL status unknown (link)

## هوامش
- 1: «مقابلة تلفزيونية» قناة الحرة: حوار تلفزيوني مع الإعلامي اللبناني طوني نداف - بي لينك - واشنطن 31 يناير 2016
- 2: «Hayla Couture» عرض أزياء هيلا كوتور: Fashion Show - Hayla Couture - قناة مسايا - سوريا 17 يناير 2016.
- 3: «Inc Arabia magazine - Hayla Ghazal» Inc. Arabia: And heres the summer issue of Inc. Arabia On the cover Hayla TV one of the many men and women who have YouTubed tweeted grammed snapped and vine'd their way to sparking dialogues decimating stereotypes and making you laugh in 2016 - The magazine, issue two - البحرين 8 سبتمبر 2016
- 4: «برنامج دبي هذا الصباح (الحلقة كاملة) في الدقيقة 51:22» تلفزيون دبي - سما دبي: هيلا غزال تسخر اليوتيوب في خدمة الأزياء والموضة - دبي هذا الصباح - موسم 4 - دبي 11 فبراير 2016
- 5: «تغطية خاصة» قناة مسايا: الافتتاح الرسمي لمحل هيلا كوتور - Hayla TV - دبي 17 يناير 2016
- 6: «Summer Fun - Hayla Ghazal» one8one magazine: Imagination Issue - Issuu - الإمارات 30 سبتمبر 2012.
- 7: «سفيرة برنامج التغير للأمم المتحدة» قناة العربية: هيلا غزال في برنامج صباح العربية «الحلقة الكاملة» في الدقيقة 9:15 - صباح العربية - دبي 9 مارس 2016
- 8: «سفيرات التغيير» سكاي نيوز عربية: تعين هيلا غزال أول سفيرة عربية ضمن «سفيرات التغيير» - تغريدة الصباح - الإمارات 3 مارس 2016
- 9: «سفيرة التغيير لدي الأمم المتحدة» قناة النيل الدولية: لقاء خاص مع أول عربية يختارها اليوتيوب كسفيرة للتغيير لدي الامم المتحدة - تكنو نايل - مصر 23 مارس 2016
- 10: «سفير التغيير بالأمم المتحدة هيلا غزال تم اختيارها من قبل الأمم المتحدة في إطار أول تعاون بين اليوتيوب والأمم المتحدة وهي العربية الوحيدة التي اختيرت لهذا المنصب.» قناة الغد: هيلا غزال سفيرة التغيير من الأمم المتحدة عبر اليوتيوب - شير - مصر 27 أبريل 2016
- 11: «Ingrid Nilsen, Jackie Aina, Yuya, Taty Ferreira, Hayla Ghazal and Chika Yoshida have all been named UN Change Ambassadors, and we’re certain their YouTube expertise and badassness will help them successfully tackle their mission: to inspire women and tell stories that lift them up.» POPSUGAR: 7 Awesome YouTube Stars Join Forces to Fight Gender Discrimination - بوب شوجر - أمريكا 4 مارس 2016
- 12: «جوائز المرأة العربية» روتانا خليجية: حفل جوائز المرأة العربية في دورته الثامنة - برنامج سيدتي - الإمارات 11 ديسمبر 2016
- 13: «A 20-year-old social media star from Dubai has been selected as a United Nations young ambassador, it has been announced.» Campaign Staff: Dubai-based You Tube star Hayla Ghazal chosen as UN ambassador - Campaign Middle East - دبي 24 فبراير 2016
- 14: «A handful of YouTube’s brightest female stars have been tapped by the United Nations to harness their influence for a greater good.» Geoff Weiss: 7 Female YouTube Stars Will Fight For Gender Equality As ‘Change Ambassadors’ To The UN - Tubefilter - لوس أنجلوس 2 مارس 2016.
- 15: «Hayla Ghazal will be among the first group of women on YouTube to become part of the UN partnership to promote gender equality.» الخليج تايمز: UAE YouTuber to empower women - Kelly Clarke - دبي 3 مارس 2016.
- 16: «Hayla Al Ghazal told Al Arabiya English she is now on a mission to empower females in the region» Shounaz Meky: Arab YouTube star appointed by UN to fight for gender equality - قناة العربية الإنجليزية - دبي 7 مارس 2016
- 17: «Hayla Ghazal's - Emirates Woman Arabiya» Olivia Phillips: Video: Hayla Ghazal's Beauty SOS Tips  - Emirates Woman Arabiya - الإمارات 24 مايو 2016
- 18: «Hayla Ghazal, a 20-year-old originally from Syria, is one of the most influential young YouTubers in the Middle East.» Afshan ahmed: ‘It’s all about keeping it light’ explains Dubai YouTube sensation Hayla Ghazal - ذا ناشيونال - أبو ظبي 28 يونيو 2016
- 19: «12. Hayla Al Ghazal - Theme: TV, creating change, women empowerment» IstiZada: 25 Social Media Influencers in the Middle East - Jennifer Lundt - الأردن 12 ديسمبر 2018.
- 20: «برنامج لعوزونا "الحلقة كاملة" 29:47» قناة الظفرة: هيلا غزال في لعوزونا الحلقة 23 - لعوزونا - الإمارات 6 مارس 2016
- 21: «هيلا غزال في برنامج صباح الخير ياعرب» إم بي سي 1: برنامج صباح الخير ياعرب (الحلقة الكاملة) في الدقيقة 9:40 - صباح الخير ياعرب - دبي 6 مارس 2016
- 22: «هيلا غزال في برنامج صباح الخير ياعرب» إم بي سي 1: برنامج صباح الخير ياعرب - مهرجان يوتيوب في دبي (الحلقة الكاملة) في الدقيقة 1:1:27 - صباح الخير ياعرب - دبي 31 ديسمبر 2015
- 23: «مقابلة تلفزيونية» إم بي سي 1: هيلا غزال - صباح الخير يا عرب - الموسم 2021 الحلقة 148 في الدقيقة (18:16 وحتى 28:30) - صباح الخير يا عرب - دبي 2 سبتمبر 2021